# Catherine Richards
Pour les articles homonymes, voir Richards.
Pas d'image ? Cliquez ici

a Compétitions nationales et continentales officielles uniquement.

b Matchs officiels uniquement.
Dernière mise à jour le 23 mars 2025.
Catherine Richards, née le 21 octobre 2000 à Abou Dabi (Émirats arabes unis), est une joueuse internationale galloise de rugby à XV évoluant au poste de centre.

## Biographie
Catherine Richards naît le 21 octobre 2000 à Abou Dabi aux Émirats arabes unis.
En 2025, elle joue au Gloucester-Hartpury RFC.
Elle a, début 2025, deux sélection en équipe du pays de Galles quand elle est retenue pour le Tournoi des Six Nations sous les couleurs de son pays.